# Викенти Пеев
Викенти Пеев (изписване до 1945 година: Викенти Пѣевъ) е български католически епископ, монах капуцин и апостолически викарий на Софийско-пловдивския апостолически викариат. Периодът на неговото архиерейско служене може да бъде определен като „апогея“ в историята на католическата книжнина в България.

## Биография
Викенти Пеев е роден на 11 ноември 1873 година в село Балтаджии (днес квартал Секирово на град Раковски). През 1885 година той постъпва в католическата семинария в град Пловдив. След завършване на семинарията през 1889 г. Викенти е изпратен в Ориенталския капуцински институт Буджа, Турция да продължи образованието си. След това следва философия и теология в семинарията в Сан Стефано.
Ръкоположен е за свещеник на 15 март 1896 година от Андрей Тимони, архиепископ на Смирна. След завършването на образованието си със специален декрет от Конгрегацията за пропаганда на вярата Викенти Пеев е назначен за мисионер. През същата година е избран за преподавател по богословие и право в Института, къде работи почти 18 години.
На 13 декември 1912 година е избран за титулярен епископ на Лирба и за епископ-коадютор на Софийско-пловдивския апостолически викариат т.е. с право да наследи архиепископ Менини като софийско-пловдивски викарий. На 2 март 1913 година в църквата „Сан Лоренцо от Бриндизи“ в Рим Викенти Пеев е ръкоположен за епископ и е приет на аудиенция при папа Пий Х.
Неговото епископство в България подобно на това на неговия наследник по-късно – Иван Романов - започва по времето на световна война. Управлението на викариата поема на 12 октомври 1916 г., след смъртта на архиепископ Роберто Менини.
В началото има големи противоречия с мирските свещеници, които от своя страна има проблеми с капуцините мисионери. За този част от живота си Викенти по-късно ще каже: Това, което съм, го дължа на отците капуцини. Ще им бъда вечно признателен и с думи, и с дела. Това не ми пречи обаче да заявя, че като владика на всички, включително и на мирските свещеници, моите грижи са отправени и към това именно духовенство и техните права трябва да се зачитат. Изказвам убеденост, че с взаимна любов проблемите могат да се разрешат и всички трябва да знаят правата и задълженията си.
През 20-те години прави неуспешни опити да възстанови семинарията за обучение на мирското духовенство. По негово време представители на католическата интелигенция в България се събират на конгрес в София и решават да издават католически орган. На 8 май 1924 година е издаден първият брой на вестник „Истина” на български език.. Kатолическият печат по време на неговото управлиение изживява своя разцвет. Безспорна заслуга за това има издателството „Добър печат“ ръководено от на отец д-р Дамян Гюлов.
Той умира на 2 ноември 1941 година и е погребан на 4 ноември в Пловдив. Преди погребанието му, по време на литургията мирският свещеник Йосиф Стойков произнася прочувствено слово, в което отбелязва, че делата на епископа са по-силни от смъртта. Погребан е в католическата катедрала в Пловдив.

## Награди
- орден „Св. Александър“ II степен – 1921 г.
- орден за „Граждански заслуги“ I степен – 1938 г.
- Асистент на папския трон – 1938 г.
- Папска графска титла – 1940 г.